# Journée de visibilité lesbienne au Canada
Pour un article plus général, voir Journée de la visibilité lesbienne.
Pour les articles homonymes, voir JVL.
La Journée de visibilité lesbienne est fêtée dans plusieurs endroits du monde, cette journée vise à souligner la visibilité lesbienne et désire avant tout mettre de l’avant les enjeux des femmes de la diversité sexuelle et qui s'identifient comme LGBTQ2S+. Cet article se consacre à sa genèse où l'histoire remonte aux années 1980 à Montréal,.

## Historique
En mai 1981, a lieu à Vancouver la Bi-National Lesbian Conference, organisée par le regroupement  Lesbian Organization of Toronto (LOOT), et plusieurs autres membres du comité organisateur de la Journée internationale des droits des femmes de Toronto. Parmi les résolutions votées dans le cadre de cette conférence, deux seront essentielles à la constitution de la Journée de visibilité lesbienne : la première étant de dédier la date du 27 mars 1982 à une journée commune d’action et de sensibilisation lesbienne à travers le Canada et la seconde, de consacrer le premier samedi d’octobre de chaque année à l’organisation d’une journée de solidarité et d’échanges entre lesbiennes,.
C’est donc dans les villes canadiennes de Vancouver, Calgary, Montréal et Toronto que se tient, le 27 mars 1982, une journée d’action et de sensibilisation lesbienne. À Montréal, l’organisation de cette journée a lieu aux Ateliers d’éducation populaire de la rue Boucher sous le thème Lesbiennes et solidaires. Le regroupement Amazones d'hier, lesbiennes d'aujourd'hui (AHLA) profitera d’ailleurs de cet événement pour promouvoir le lancement de sa revue éponyme. On comptera, durant cette journée, près de 150 lesbiennes participant à divers ateliers et activités, puis près de 250 pour la danse de clôture,. Cette journée sera également l’occasion pour les lesbiennes montréalaises de débattre de l’organisation de la rencontre du premier samedi d’octobre, c’est-à-dire la première Journée ‘’officielle’’ de visibilité lesbienne, alors appelée la Journée d’inter-actions lesbiennes.
Par la suite, jusqu’en 1992, la journée aura lieu en octobre à presque chaque année, excluant la période allant de 1989-1991, où aucun événement de visibilité lesbienne ne sera organisé,.
S'ensuivra par après une absence des Journées de visibilité lesbienne pendant près de 13 ans. À sa reprise dans les années 2000, plus précisément à partir de 2005, elle aura majoritairement lieu le 8 mars, lors de la Journée internationale des femmes, alors que Gai Écoute (aujourd'hui Interligne) prend l’initiative de créer un comité de visibilité lesbienne, composé de diverses instances et de lesbiennes militantes, dans le but d’accroître la visibilité des lesbiennes dans la société,.
De 2019 à 2021, elle sera par la suite organisée annuellement, le premier week-end de juin, par le Réseau des lesbiennes du Québec, pour faire écho aux autres Fiertés LGBT en Amérique du Nord, notamment la semaine de la Fierté à Toronto et la Pride March (en) de New York. Enfin, depuis 2022, le Réseau des lesbiennes du Québec tient l’événement en avril, concordant ainsi avec l’organisation de la Journée de la visibilité lesbienne ayant lieu dans plusieurs pays, soit le 26 avril,,,,.

### Journées d'inter-actions lesbiennes (1982-1992)

#### 2 octobre 1982 - Lesbiennes visibles l'une à l'autre
Fidèle à la résolution prise en 1981, soit celle de tenir une Journée de visibilité lesbienne le premier samedi d’octobre suivant, l’association Les Biennes du Québec, constituée en septembre de la même année, se charge d’organiser l’événement en moins de six semaines. La première Journée de visibilité lesbienne officielle se tient donc le 2 octobre 1982 au Y des femmes (YMCA) sur le boulevard Dorchester (aujourd’hui René-Lévesque) sous le thème Lesbiennes visibles l’une à l’autre, en hommage à l’ouvrage du même nom publié par Ariane Brunet aux Éditions des deux goudous en 1978. Deux événements lesbiens se succèdent donc en moins d’une année.
Cette journée est également l’occasion pour les organisations lesbiennes de se faire connaître à l’intérieur d’une Foire de visibilité. Cette foire est d’ailleurs marquée par le lancement de la mensuelle lesbienne Ça s’attrape !!.
Enfin, le succès ainsi que le besoin de l’événement se confirment par la présence de 650 lesbiennes,,,. Cet engouement assurera le déroulement d’une seconde édition pour le premier samedi d’octobre de l’année suivante. En 1983, un contingent de lesbiennes sera d’ailleurs formé pour la Journée internationale des droits des femmes, reprenant l’appellation Lesbiennes visibles l’une à l’autre, en clin d’œil à la thématique de la première édition officielle de la Journée d’Inter-Actions Lesbiennes.

#### 1eroctobre 1983 - Lesbiennes visibles l’une à l’autre, en recherche d’harmonie…
La seconde édition se déroule le 1er octobre 1983, au Cégep de Maisonneuve sous le thème Lesbiennes visibles l’une à l’autre, en recherche d’harmonie. Constatant la réussite, mais surtout le jaillissement d’organisations de lesbiennes depuis la première Journée d’Inter-Actions Lesbiennes d’octobre 1982, la thématique de 1983 visait à trouver une harmonie entre les regroupements émergents de divers horizons.

#### 6 octobre 1984 - Visibles pour se rejoindre
En 1984, la thématique retenue est Visibles pour se rejoindre au Cégep de Maisonneuve. Selon un article du journal Dimanche-Matin, daté du 7 octobre 1984, 600 femmes auraient été comptées durant cette édition.

#### 5 octobre 1985 - Créer la perspective
En 1985, la Journée est signée sous la thématique Créer la perspective à l’École Gilford, endroit d’une importance historique pour la culture lesbienne où se regroupaient autrefois plusieurs organisations dont: la chorale lesbienne, le collectif Arts et Gestes, le Salon des Tribades (devenu par la suite Les Tribades) et Traces (aujourd’hui les Archives Lesbiennes du Québec).
L’École Gilford était une ancienne école primaire, louée à partir de l’été 1984 et utilisée comme espace communautaire par des groupes lesbiens. Cet établissement sera d’ailleurs le lieu de prédilection pour l’organisation des futures Journée d’inter-actions lesbiennes jusqu’à sa fermeture en 1993. Celle-ci portera un coup dur pour la communauté lesbienne montréalaise, privant par le fait même les femmes d’un lieu significatif d’appartenance en dehors des bars.

#### 3-4 octobre 1986 - Créer la perspective II
L’édition de 1986 s’organise autour d’une reprise de la précédente thématique: Créer la perspective II, à l'École Gilford. Toujours dans le but de tisser des liens entre les groupes de lesbiennes ayant émergé depuis le début des Journées d’Inter-Actions lesbiennes, un répertoire contenant les coordonnées et ressources offertes par 24 groupes lesbiens est concocté par Marie-Michèle Cholette sous le nom Let’s spin a web!/Tissons un réseau!
Cette édition est d’autant plus marquante puisqu’une plénière (sic) s’interrogeant sur le désir de créer un réseau de lesbiennes sera au centre des préoccupations de la journée,, désir qui sera exaucé 10 ans plus tard, avec la constitution du Réseau des lesbiennes du Québec (RLQ) en septembre 1996.

#### 2-3 octobre 1987 - Mouvement des lesbiennes au Québec: passé, présent, futur
En 1987, c’est sous le thème Mouvement des lesbiennes au Québec: passé, présent, futur que se déroule la sixième édition de la Journée d’Inter-Actions Lesbiennes au Centre St-Pierre et à l'Union Française de Montréal.
Cette thématique est choisie pour traduire le désir des organisatrices de découvrir et revivre l’histoire lesbienne, afin de permettre la prise d’une réflexion sur le présent, pour ensuite se donner le pouvoir de coordonner ses actions futures. C’est donc avec l’idée d’un retour en arrière que l’on tentait de se propulser vers l’avant.

#### 30 septembre et1eroctobre 1988 - Culture, politique et ressources lesbiennes: où en sommes-nous?
Pour l’édition de 1988, le jalon est Culture, politique et ressources lesbiennes: où en sommes-nous? à l'École Gilford. Comme le titre de l’édition l’indique, les objectifs principaux du groupe de travail étaient de refléter les: «préoccupations du milieu des lesbiennes à partir de notre hystoire [sic] passée et présente, et de faire en sorte que ces journées forment un tout logique, en relation avec [le] thème», sans oublier de faire un bilan politique:« un constat des intérêts des lesbiennes par rapport aux réseaux lesbiens (local, national et international) […] pour évaluer l’importance et la volonté des lesbiennes de se regrouper [entre elles] de façon à consolider [les] réseaux lesbiens (ressources, culture et luttes politiques)».
Les ateliers donnés durant cette édition sont d’ailleurs réunis autour de deux thèmes centraux, soit l’identité et l’appartenance.

#### 20-21 octobre 1989 - 8ème Journée d'Inter-Actions Lesbiennes
Les activités de l'année 1989 se déroulent à l'Union Française de Montréal et au Cégep de Rosemont, cette édition ne porte pas de thématique particulière, mais tente néanmoins de suivre le fil conducteur entre l’histoire passée des lesbiennes et l’histoire qui s’écrit à l’époque dans le but de définir la visibilité des lesbiennes dans la société.

#### 22, 24 et 25 octobre 1992 - Différentes, mais solidaires
Le début des années 1990 est marqué par l’effritement des groupes et des espaces lesbiens. Il n’y aura donc pas de Journée d’Inter-Actions Lesbiennes de 1989 à 1991,. De plus, l’École Gilford agonise sur le plan financier et ferme définitivement ses portes en 1993, le bâtiment sera par la suite transformé par la Ville de Montréal en unités d’habitation.

« Pourquoi l’absence de Journées de Visibilité Lesbienne pendant deux ans ? Le principal motif est la difficulté de trouver des organisatrices ayant suffisamment d’énergie à investir dans l’élaboration d’un événement de cette envergure. Faut-il se questionner ? […] Pourquoi d’anciennes organisatrices se sont-elles retrouvées si épuisées au terme de leur mandat, et ce, à un point tel qu’il n’y ait plus vraiment de relève pour l’organisation de nos événements. […] Peut-être est-ce dans l’agir que nous trouverons les solutions… au risque de voir Visibilité [sic] nous tirer sa révérence de façon définitive. »

— Guylaine Lebrun, Treize (revue), vol. 3, no 9, octobre 1992, p. 5.
En revanche, en 1992, on voit poindre à l’horizon un léger regain pour la communauté lesbienne, avec notamment l’organisation de quelques événements dans le cadre des Journées d’Inter-Actions qui s’étaleront sur trois jours. C’est donc les 22, 24 et 25 octobre qu’ont lieu les dernières activités de la formule initiale des Journées d'Inter-Actions Lesbiennes, divisées en trois lieux, soit à l’École Gilford, au Bar Lilith et à l’École Saint-Pierre-Claver.

## Assurer la pérennité de la Journée

### Journées de visibilité lesbienne
Selon les époques, la reprise des Journées de visibilité lesbienne dans les années 2000 sera organisée par divers organismes. C'est d'abord en 2003, grâce à la constitution du comité visibilité lesbienne de Gai Écoute (aujourd'hui Interligne), créé dans le but d’accroître la visibilité des lesbiennes dans la société, que seront organisées annuellement des colloques sur la visibilité lesbienne.
Le comité mettra au jour d'importants colloques pour la visibilité lesbienne, dont le premier aura lieu le 8 mars 2005 à l’occasion de la Journée internationale des droits des femmes. Gai Écoute (aujourd’hui Interligne), se chargera de l’événement, parfois seul et parfois en partenariat avec d'autres organismes, jusqu'à la fin de la première décennie des années 2000, confiant temporairement le flambeau au GRIS-Montréal en 2007. Les Journées de visibilité lesbiennes sous l'égide de Gai Écoute (Interligne) et GRIS-Montréal auront lieu majoritairement les 8 mars annuellement.
D’ailleurs, c'est en 2008 qu'aura lieu la remise du premier Prix contribution à la visibilité des lesbiennes de Gai Écoute (Interligne) à Monik Audet, ayant travaillé à Commission des droits de la personne et des droits de la jeunesse dans la rédaction du rapport de consultation De l'égalité juridique à l'égalité sociale: vers une stratégie nationale de lutte contre l'homophobie, inspiré des travaux du Groupe de travail mixte contre l'homophobie, publié en mars 2007.
C’est dans cette lignée que le Réseau des lesbiennes du Québec (RLQ), conjointement avec le Centre de solidarité lesbienne (CSL), organiseront annuellement, plus tard, à partir des années 2010, les Journées de visibilité lesbienne. À cette époque (2010-2014), les Journées auront lieu au mois d'octobre, pour reprendre la formule initiale des années 1980, alors qu'à partir de 2016, elles auront lieu en mai.
Enfin, depuis 2019, les Journées de visibilité lesbiennes sont strictement organisées par le Réseau des lesbiennes du Québec. Jusqu'en 2021, elles auront officiellement lieu en juin, puis elles seront ensuite organisées en avril, pour faire écho à la Journée de la visibilité lesbienne à l'international, à partir de 2022.

## Chronologie des Journées de Visibilité Lesbienne

### 8 mars 2005 - Les lesbiennes sortent!
Le 8 mars 2005, c'est sous le thème Les lesbiennes sortent!  qu'est organisé le Colloque sur la visibilité lesbienne de Gai Écoute (Interligne) avec la collaboration avec la Fédération des femmes du Québec,Treize (revue), Vidé-Elle, le Réseau des lesbiennes du Québec (RLQ), Egale Canada et l’Association des Mères Lesbiennes (aujourd'hui regroupée sous la Coalition des familles LGBT+), suivi d’une courte soirée artistique au Centre Saint-Pierre à Montréal.

### 2 mars 2006 - Être visible, hier et aujourd'hui
Le 2 mars 2006, c'est sous le thème Être visible, hier et aujourd'hui qu'est organisé le Colloque sur la visibilité lesbienne de Gai Écoute (Interligne) en collaboration avec Egale Canada , la Fédération des femmes du Québec, Treize (revue), Vidé-Elle, l’Association des Mères Lesbiennes (aujourd'hui regroupée sous la Coalition des familles LGBT+) et le Réseau des lesbiennes du Québec (RLQ) à la Sala Rossa, 4848, boul. Saint-Laurent à Montréal.

### 20-21 octobre 2006 - Les...Biennes se découvrent et se retrouvent 10 ans plus tard
Le Réseau des lesbiennes du Québec (RLQ) organisera quelques Journées de visibilité lesbienne indépendantes, tandis que les JVL de Gai Écoute (Interligne) et du GRIS-Montréal se déroulent en parallèle, à des dates différentes.
En 2006, c’est dans l’optique d’une continuité de la Journée d’Inter-Actions Lesbiennes (formule initiale des années '80), après 14 ans d’absence, que le RLQ organise une Journée de visibilité lesbienne au Y des femmes (YCWA) sous la thématique : Les...Biennes se découvrent et se retrouvent 10 ans plus tard, les 20 et 21 octobre. Le RLQ en profitera également pour fêter son 10e anniversaire de constitution par la tenue du spectacle: Les lesbiennes sont partout, mais nulle part dans l’his-toire. Rappelons que le RLQ participe aussi à titre de partenaire à la JVL dite «officielle», organisée par Gai Écoute (Interligne) la même année, soit le 2 mars 2006.

### 8 mars 2007 - Visibilité lesbienne
Le 8 mars 2007, c'est sous le thème Visibilité lesbienne qu'est organisé le Colloque sur la visibilité lesbienne, alors que par les années précédentes, l’organisme Gai Écoute (Interligne) organisait ce colloque, exceptionnellement en 2007, c'est le GRIS-Montréal qui en prenait la relève. D'ailleurs, cette édition tenue au bar lesbien Le Drugstore, fera office d'événement de lancement du numéro 64 de Treize (revue). Le Colloque du 8 mars 2007 sera également la première édition bilingue de l'événement, tentant ainsi de rejoindre le plus de lesbiennes possibles.

### 8 mars 2008 - Fortes, fières, influentes et plurielles: La place des lesbiennes dans les médias
Le 8 mars 2008, c'est sous le thème "Fortes, fières, influentes et plurielles: La place des lesbiennes dans les médias qu'est organisé le Colloque sur la visibilité lesbienne par Gai Écoute (Interligne) et le GRIS-Montréal au Centre Saint-Pierre.
C'est à l'édition du 8 mars 2008, selon l'initiative de Gai Écoute (Interligne) que sera remit pour la première fois, le Prix contribution à la visibilité des lesbiennes. Il sera décerné à Monik Audet pour sa contribution, au sein de la Commission des droits de la personne et des droits de la jeunesse, à la lutte contre la discrimination envers les lesbiennes dans leur milieu de travail, soulignant également sa collaboration à l’élaboration du rapport De l’égalité juridique à l’égalité sociale: Vers une stratégie nationale de lutte contre l’homophobie, publié en mars de l’année précédente.

« Par cette initiative [Gai Écoute] souhaite faire la promotion de modèles positifs et inspirants, tant pour les lesbiennes que pour le milieu du travail, et encourager les lesbiennes à être plus visibles et à prendre leur place au sein de la société québécoise. »

— Gai Écoute (Interligne), tract « Le prix de visibilité lesbienne remis par Gai Écoute » [archive textuelle], circa 2007.

### 8 novembre 2008 -10eanniversaire Take 2 & Journée de visibilité lesbienne
Le scénario du 8 novembre 2008 est le même que celui des 20 et 21 octobre 2006, c'est-à-dire que le RLQ organisera une seconde fois sa propre JVL indépendante. Elle se déroule le 8 novembre au Centre des loisirs Sacré-Cœur avec la diffusion de la vidéo Être lesbienne, alors que la JVL «officielle» de Gai Écoute (Interligne) et du GRIS-Montréal se déroule le 8 mars de la même année.

### 8 mars 2009 -  De l'oppression à la reconnaissance: les communautés ethnoculturelles et autochtones
Le 8 mars 2008, c'est sous le thème De l'oppression à la reconnaissance: les communautés ethnoculturelles et autochtones qu'est organisé le dernier colloque sur la visibilité lesbienne assuré par Gai Écoute (Interligne) en collaboration avec la Fédération des femmes du Québec, le Réseau des lesbiennes du Québec (RLQ), Multimondo, le magazine Être, le magazine 2B, l’ensemble vocal les Nanas, le magazine Femmes Entre Elles et RG magazine au Cégep Maisonneuve.
Cette même année, le Prix contribution à la visibilité des lesbiennes sera décerné à Laura Yaros pour ses 36 années de militantisme au sein de la communauté lesbienne, son implication dans les Journées d’Inter-Actions Lesbiennes et à l’École Gilford, ainsi que pour son parcours inspirant en tant que femme juive et lesbienne.
Plusieurs invités prirent la parole dont le journaliste Denis-Daniel Boullé pour discuter des problématiques des lesbiennes face à l’immigration, au statut de réfugiée et à leur intégration dans la société d’accueil.

### 2 octobre 2010 - À quoi rêvent les lesbiennes? Quelle est leur vision d'une utopie lesbienne?
En 2010, les lesbiennes désirent revenir aux sources et planifier l’événement en octobre afin de se réapproprier leur histoire et s’offrir une journée en dehors des activités liées au 8 mars: «La Journée internationale des droits des femmes est celle de l’ensemble du mouvement des femmes, dans toute sa diversité. C’est pourquoi, à l’occasion du 8 mars, nous préférons inviter les lesbiennes à appuyer les revendications du mouvement des femmes et à participer aux diverses activités organisées ce jour-là.»
C’est donc en partenariat avec la Coalition des familles homoparentales (aujourd’hui la Coalition des familles LGBT), le Réseau des lesbiennes du Québec (RLQ), Treize (revue) et la Fédération des femmes du Québec que le Centre de solidarité lesbienne (CSL) organise la Journée de visibilité lesbienne du 2 octobre sous le thème À quoi rêvent les lesbiennes? Quelle est leur vision d'une utopie lesbienne?, au 90 rue de La Gauchetière Est.

### 1eroctobre 2011 - Lesbienne... tolérée ou acceptée?
Le 1er octobre 2011, c'est sous le thème Lesbienne… tolérée ou acceptée? que le Centre de solidarité lesbienne (CSL) assure la Journée de visibilité lesbienne, à la Maison des Familles de Mercier-Est, au 700 rue Georges Bizet, à Montréal.

### 6 octobre 2012 - Fière de prendre sa place
Le 6 octobre 2012, c'est sous le thème Fière de prendre sa place que le Centre de solidarité lesbienne (CSL), aux côtés du GRIS-Montréal et de Lez Spread The Word (LSTW) organise la Journée de visibilité lesbienne au Centre Lajeunesse et au Royal Phoenix (after party). Plusieurs femmes de la sphère publique québécoise y assisteront, dont notamment Manon Massé, Chloé Robichaud, Myriam Fougère , Martine Roy, Val Desjardins et d'autres, pour y parler de l'importance de prendre sa place en tant que lesbienne dans les sphères de la politique, du cinéma et des affaires.

### 5 octobre 2013 - D'une génération à l'autre
Le 5 octobre 2013, c'est sous le thème "D’une génération à l’autre" que se déroule la Journée de visibilité lesbienne organisée par le Centre de solidarité lesbienne (CSL), le GRIS-Montréal et Lez Elles au Centre Saint-Pierre et au bar lesbien le Drugstore (after party).

### 4 octobre 2014 - Diversifiée au féminin
Le 4 octobre 2014, c'est sous le thème Diversifiée au féminin que se déroule la Journée de visibilité lesbienne assurée par le Centre de solidarité lesbienne (CSL) et le GRIS-Montréal à la Cinémathèque québécoise. La journée est animée par Monik Audet, récipiendaire du prix de visibilité lesbienne de 2008. On remarque pour cette édition, une baisse quant à la participation des lesbiennes à l'événement, il n'y aurait eu que 75 participantes à la journée. Conséquemment, les organisateurs de la Journée de visibilité lesbienne décident de ne pas tenir d'événement pour l'année suivante (2015) et s'investiront plutôt à réfléchir sur la forme que devrait avoir la prochaine édition, déjà prévue pour mai 2016, afin de s'assurer de son succès.

### 14 mai 2016 - Qui suis-je?

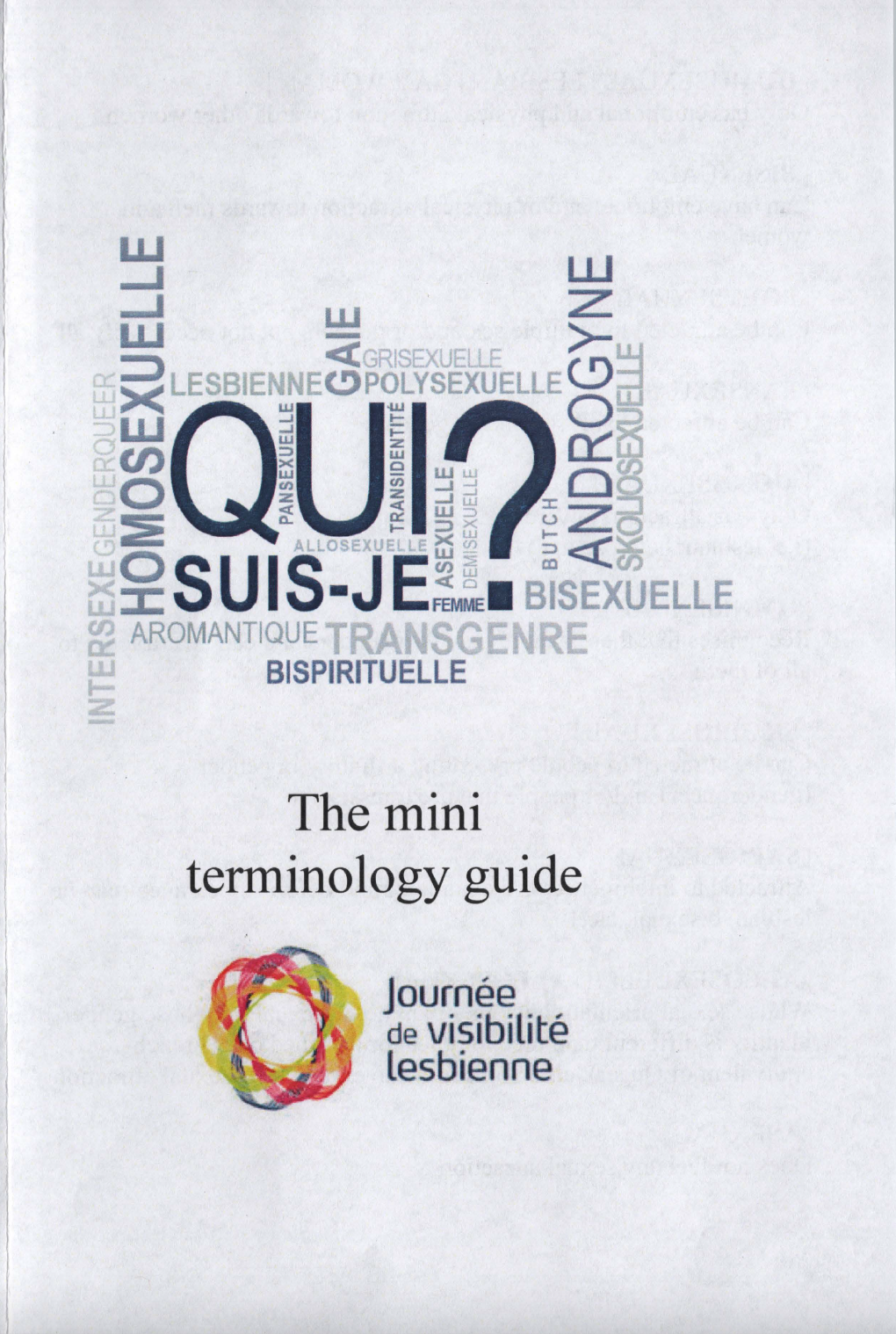
Guide terminologique lancé dans le cadre de la Journée de Visibilité Lesbienne du 14 mai 2016, par le Réseau des Lesbiennes du Québec (RLQ) et le Centre de solidarité lesbienne (CSL).

Le 14 mai 2016, la Journée de visibilité lesbienne se tient une seconde fois à l’Écomusée du Fier Monde sous le thème interrogateur Qui suis-je?, et est organisée par le Réseau des lesbiennes du Québec (RLQ) et le Centre de solidarité lesbienne (CSL).
Visant l’inclusion de toutes les réalités lesbiennes, le thème Qui suis-je? visait à discuter de: «La multiplication des étiquettes sexuelles [qui] suscitent plusieurs débats et [tendent] à diviser notre communauté. Nous avons à cœur d’être plus inclusives pour les femmes qui aiment les femmes et ainsi de rallier le plus de personnes possible».
Pour l'occasion, un mini-guide terminologique sur la diversité sexuelle est lancé par les responsables de l'événement et Fierté Montréal devient l'un des partenaires principaux de l'événement.

### 13 mai 2017 - Mythes ou réalités?
Le 13 mai 2017 c'est sous le thème Mythes ou réalités?, toujours à l’Écomusée du Fier Monde, que le Centre de solidarité lesbienne (CSL) et le Réseau des lesbiennes du Québec (RLQ) assurent la Journée de visibilité lesbienne.
Dans une vidéo produite par le Réseau des lesbiennes du Québec, Jessie Bordeleau, présidente de l’organisme à l'époque, effectue un retour sur la Journée de visibilité lesbienne.

### 6 mai 2018 - Annales Lesbiennes

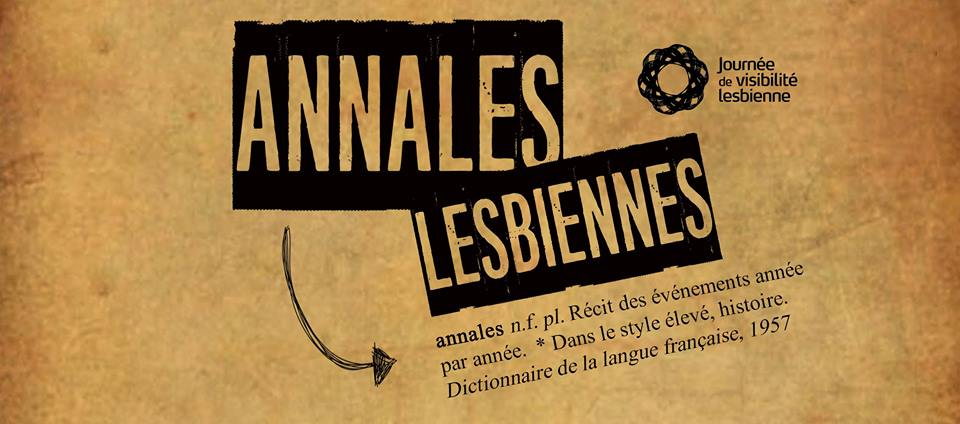
Identification visuelle de la Journée de Visibilité Lesbienne (JVL) du 6 mai 2018.

Enfin pour une dernière année, l'édition de la JVL du 6 mai 2018 se tient l'Écomusée du Fier Monde sous le thème Annales Lesbiennes par le Réseau des lesbiennes du Québec (RLQ) et le Centre de solidarité lesbienne (CSL).

## Nouvelle formule
Depuis 2019 la Journée de visibilité lesbienne (JVL) se présente sous une nouvelle formule et est exclusivement pilotée par Réseau des lesbiennes du Québec (RLQ), reléguant le Centre de solidarité lesbienne (CSL) et Lez Spread The Word (LSTW) à titre de partenaires médiatiques,.
Cette nouvelle formule est marquée certains changements dont la création d’un prix Hommage et d’un prix Visibilité et la désignation d'une porte-parole pour la tenue des éditions à venir.

### 1erjuin 2019

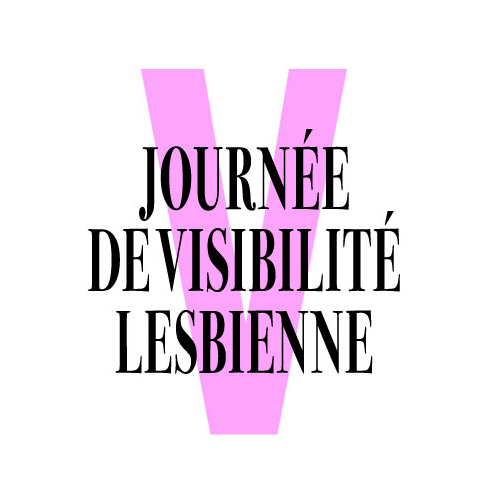
Identification visuelle de la nouvelle formule de la Journée de Visibilité Lesbienne (JVL), 1er juin 2019.

Le 1er juin 2019, la Journée de visibilité lesbienne a lieu au centre culturel Never Apart à Montréal avec l’apport financier de la Banque TD. De plus, la librairie féministe L'Euguélionne et la boutique de vêtements de sport Lululemon se joignent en tant que partenaires des activités.
En plus de présenter des conférences et activités, sans oublier la tenue de kiosques, le Réseau des lesbiennes du Québec (RLQ) désire souligner l’apport, l’implication et le travail de certaines femmes de la diversité sexuelle, par le biais d’une reprise des prix, après 10 ans d'absence. La journaliste Judith Lussier y reçoit le prix Visibilité lesbienne alors que Line Chamberland, anciennement titulaire de la Chaire de recherche sur l’homophobie (aujourd’hui la Chaire de recherche sur la diversité sexuelle et la pluralité des genres - DSPG) et professeure à l’Université du Québec à Montréal reçoit le prix Hommage, pour l’ensemble de son œuvre,.
La porte-parole désignée pour la Journée de visibilité lesbienne du 1er juin 2019 est l’auteure-compositrice-interprète québécoise Safia Nolin. Ouvertement lesbienne, le fait de devenir visible, par cette journée, lui vaudra plusieurs commentaires lesbophobes:
« C’était dur à l’époque, et ça continue de l’être aujourd’hui. […] Juste le titre m’attire : parce qu’on manque de visibilité. C’est une étiquette qui n’est pas évidente pour tout le monde à porter (…) [L’étiquette lesbienne], moi, ça m’a pris des années à la porter… ».

### 6-7 juin 2020 – Journée de visibilité lesbienne, en ligne!

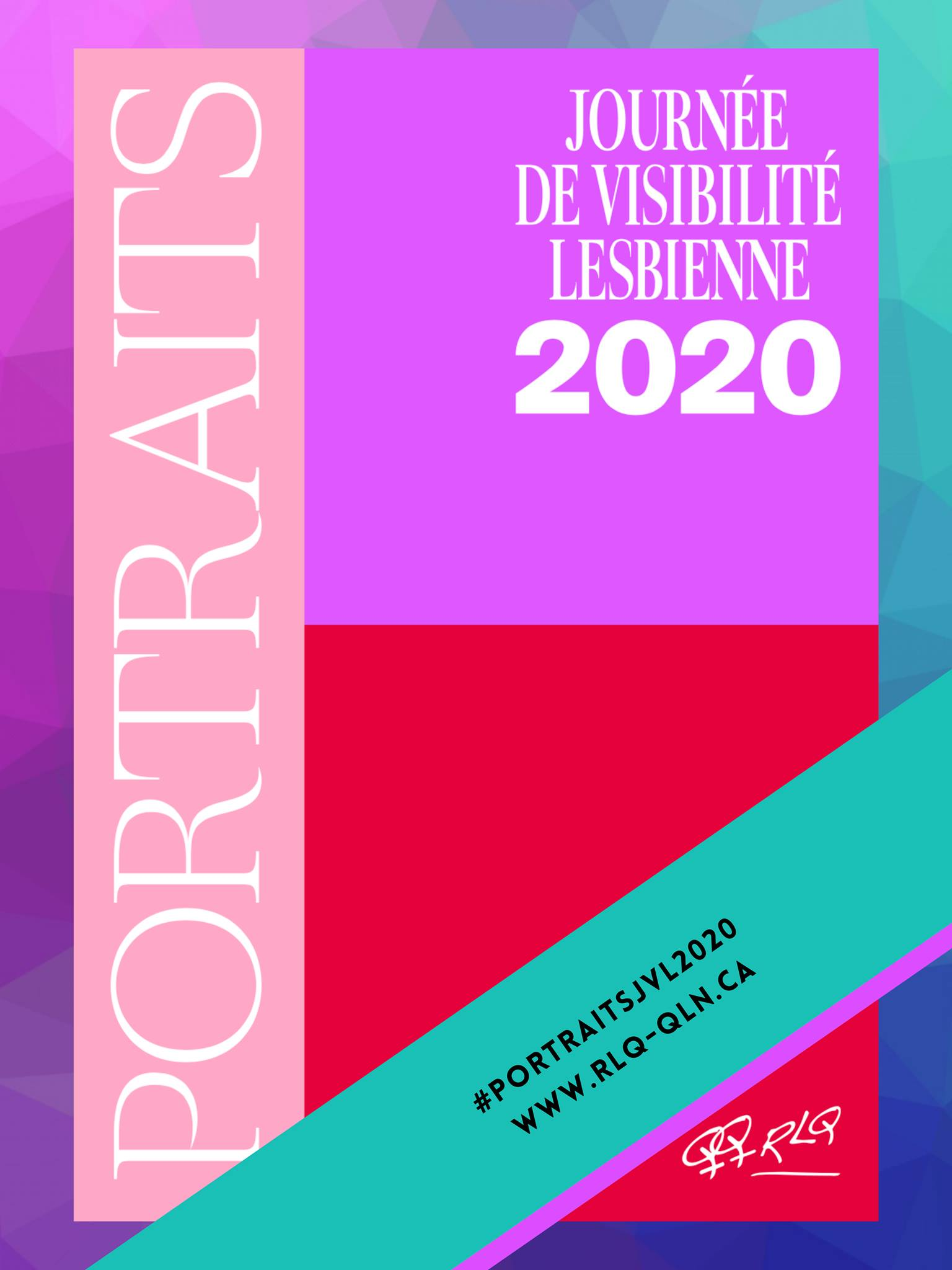
Couverture du Zine des portraits de la Journée de Visibilité Lesbienne (JVL), 6-7 juin 2020.

En raison de la crise sanitaire liée à la COVID-19 qui empêche les rassemblements publics au Québec, le Réseau des lesbiennes du Québec décide de maintenir la Journée de visibilité lesbienne sous forme d’une programmation en ligne étalée sur deux jours!

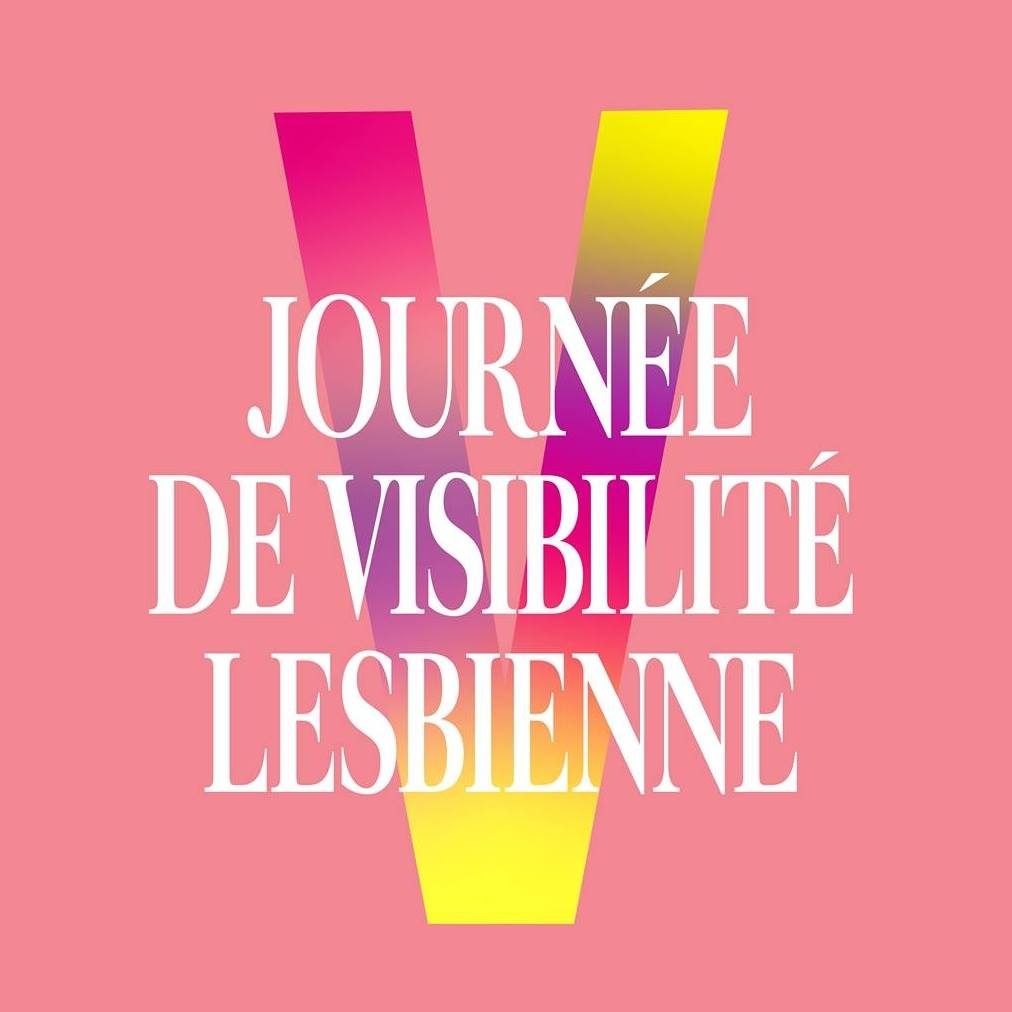
Identification visuelle de la Journée de Visibilité Lesbienne (JVL), 6-7 juin 2020.

L’artiste Safia Nolin se joint pour une 2e année consécutive à titre de porte-parole de l’évènement, avec comme partenaires, la Banque TD et le centre culturel Never Apart .
Les partenaires de la JVL virtuelle sont la Banque TD et le Never Apart. Les prix JVL sont également maintenus et remis à G L O W Z I (Visibilité) et Manon Massé (Hommage). De plus, cette édition est marquée par la création d’un zine, Zine: portraits 2020,, un ouvrage papier présentant des portraits inspirants de femmes  québécoises de la diversité sexuelle, ainsi qu’un historique des Journées de visibilité lesbienne.

### 5-6 juin 2021 - Journée de visibilité lesbienne, en ligne prise 2!
En 2021, en raison de la pandémie de COVID-19 qui perdure, la formule en ligne se maintient avec la mannequin de renommée internationale Ève Salvail, qui fait office de porte-parole. Le prix Hommage est décerné à Diane Obomsawin et le prix Visibilité à Katherine Levac. La publication du Zine: portraits 2021, de cette édition s’attachera à promouvoir les portraits de 30 femmes de la diversité sexuelle vivant dans les 17 régions du Québec.

### 23 avril 2022 -  40 ans d'histoires / Invisibiliser c'est discriminer
En 2022, le Réseau des lesbiennes du Québec (RLQ) décide de tenir l’événement à l'Idéal bar & contenus, le 23 avril , concordant ainsi avec l’organisation des Journées de Visibilité Lesbienne ayant lieu dans plusieurs pays le 26 avril,,,,.

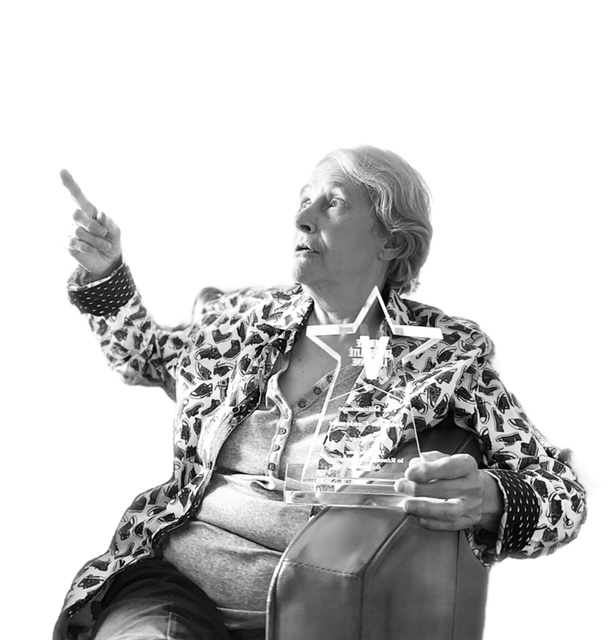
Photo de la remise du prix Militantisme de la Journée de Visibilité Lesbienne (JVL) créé en l'honneur de la militante lesbienne Johanne Coulombe, 2021.

Pour l'occasion, une campagne intitulée Invisibiliser c'est discriminer,, est lancée afin d'encourager la visibilité lesbienne, mais aussi la dénonciation d'actes lesbophobes, par la tenue d'une campagne d’affichage sauvage et la création d'un site web.
La JVL de cette édition se veut plus grandiose et tente de faire écho aux lesbiennes outre-mer, en plus de tenir une campagne, le Réseau des lesbiennes du Québec (RLQ) lance son premier balado, inauguré par une émission où les récipiendaires des prix de l'édition de la Journée de visibilité lesbienne de cette même année discuteront d'enjeux tels que : l'invisibilité des lesbiennes et l'implication des organismes communautaires au sein cet événement.
La porte-parole de l’événement est l’humoriste Coco Belliveau,, et les récipiendaires des prix sont Nicole Brossard (Hommage), Sarahmée (Visibilité) et Johanne Coulombe (Militantisme). Le prix Militantisme, une nouveauté en 2022, est créé en hommage à sa récipiendaire, Johanne Coulombe, décédée le 22 juillet 2021. Militante investie au sein de la cause lesbienne depuis 1984, Johanne Coulombe s’est impliquée notamment au sein du collectif Amazones d'hier, lesbiennes d'aujourd'hui, au conseil d’administration du RLQ et aux Éditions sans fin, qu’elle a co-fondées avec Dominique Bourque en 2014.

### 22 avril 2023 - Nommer pour exister

Identification visuelle de la campagne Nommer pour exister, avril 2023.

En 2023, le Réseau des lesbiennes du Québec se dote d'une seconde campagne intitulée Nommer pour exister, dans le but d'inciter les organismes et les populations à fêter la visibilité lesbienne à travers le Québec.

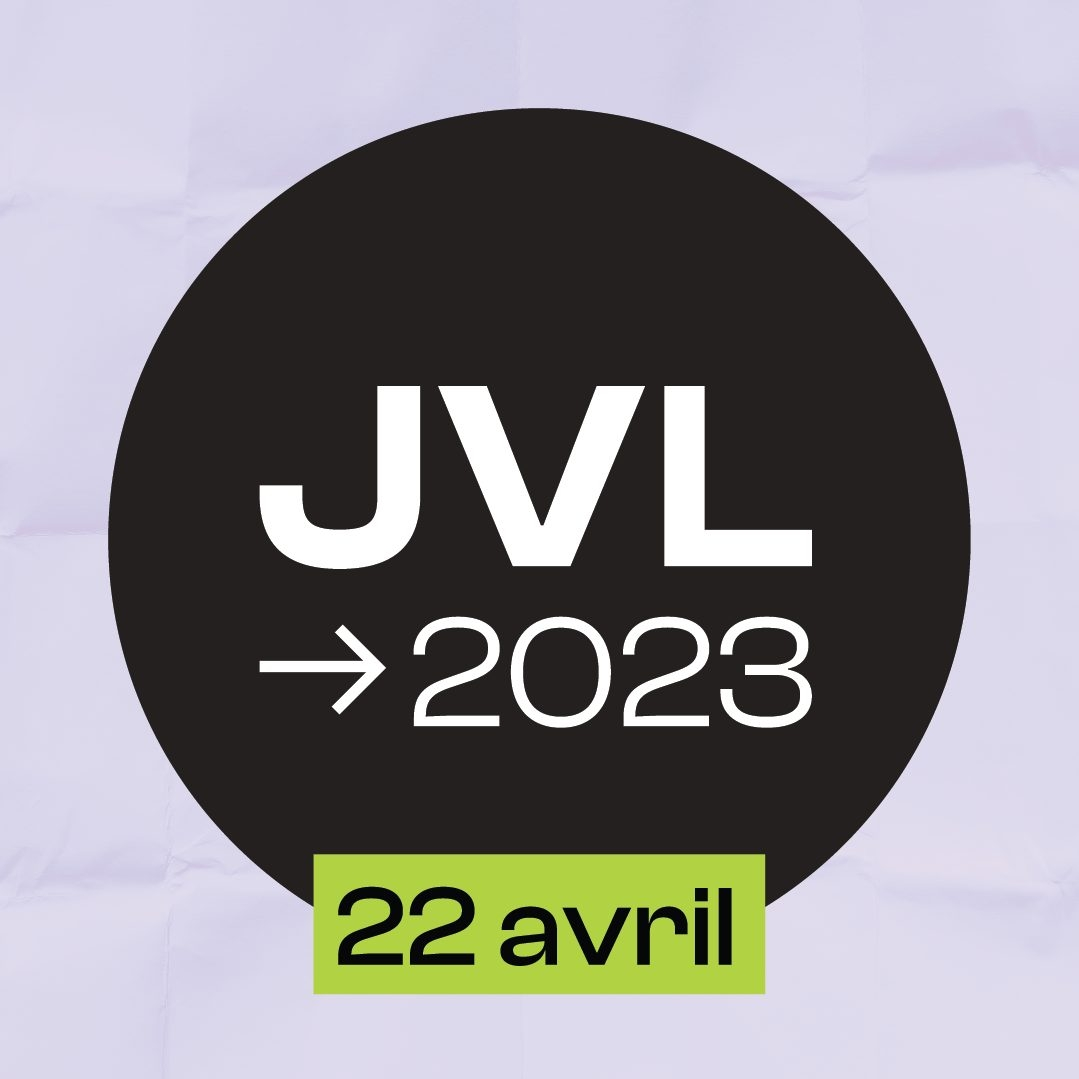
Identification visuelle de la JVL d'avril 2023.

La Journée de visibilité lesbienne se tient au Bain Mathieu avec les porte-paroles Mélodie Noël Rousseau et Geneviève Labelle, aussi connues sous leur persona de drag kings : Rock Bière et RV Métal, pour cette occasion, elles feront la couverture du magazine Fugues et deviendront le premier couple lesbien à le faire.
Les récipiendaires des prix sont Monik Audet (Hommage), la Grande cheffe Kahsennenhawe Sky-Deer (Visibilité) et Michelle Douglas avec Martine Roy (Militantisme).
Enfin, avec l'idée de retourner aux sources des Journées d'Inter-Actions qui se clôturaient par des fêtes dansantes, les panels de la JVL de 2023 se succèdent d'un dance party avec les organisations lesbiennes ElleLui, LSTW, The L Nights, et Queen & Queer.

### 27 avril 2024 - Habiter l'espace

Affiche de la campagne Habiter l'espace, lancée pour la JVL 2024.

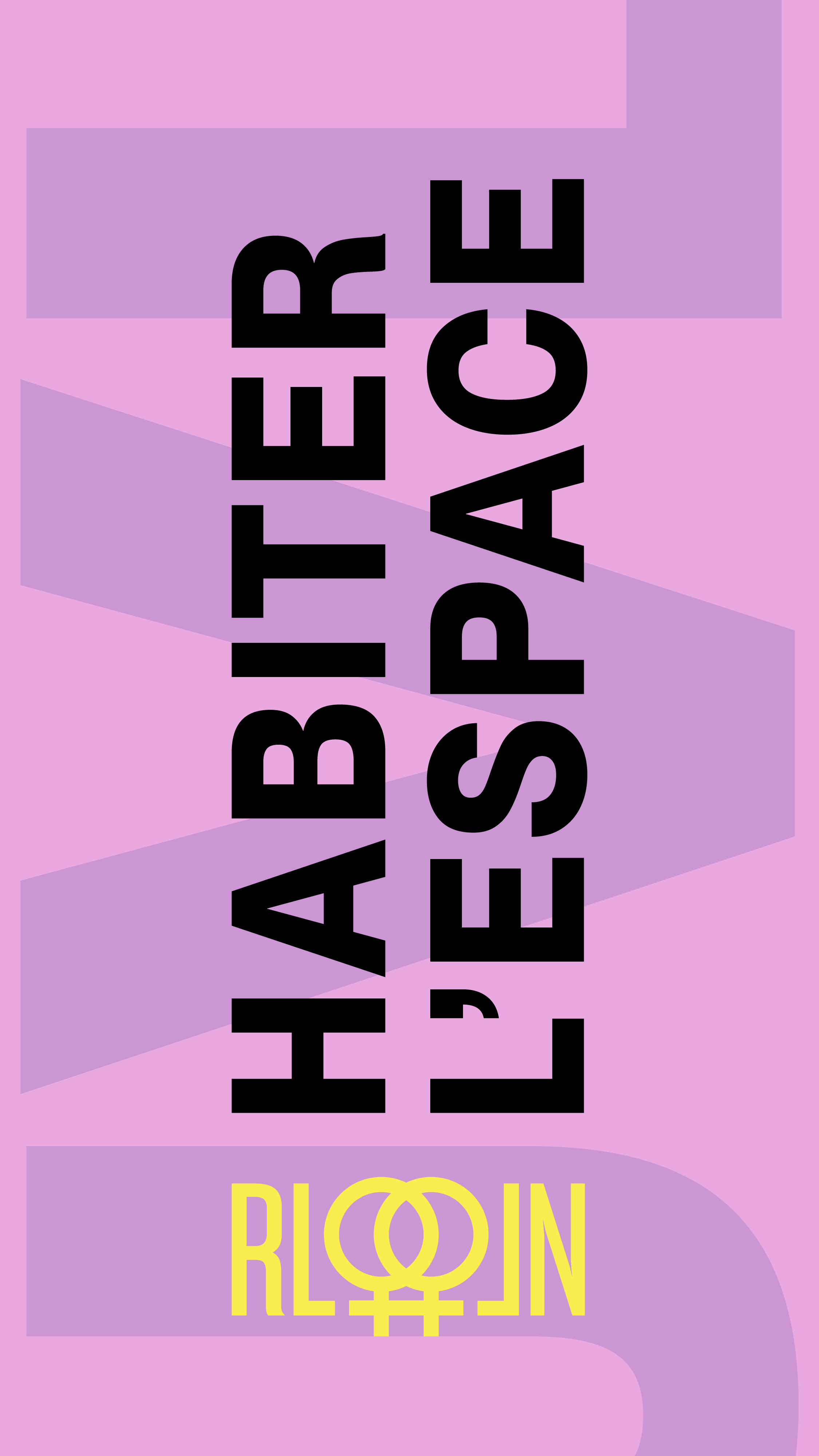
Identification visuelle de la campagne Habiter l'espace, lancée pour la JVL 2024.

Pour l'édition 2024, le Réseau des lesbiennes du Québec lance sa campagne Habiter l'espace, qui invite notamment les municipalités du Québec à adopter une motion visant à souligner la Journée de visibilité lesbienne.
Les portes-paroles de l'événement sont pour une seconde année Mélodie Noël Rousseau et Geneviève Labelle, aussi connues sous leur persona de drag kings : Rock Bière et RV Métal. Les récipiendaires des prix de l'édition 2024 sont Mona Greenbaum (Hommage), Caroline Deschênes (Visibilité) et Jade Almeida (Militantisme).
L'événement se déroule une fois de plus au Bain Mathieu, avec Alice Coffin, comme invitée spéciale.  Les festivités se terminent par une soirée dansante organisée par les organisations lesbiennes Sweet Like Honey, BLUSH, the L Nights et LSTW.

### 26 avril 2025 - Changer la game
En 2025, c'est sous le thème « Changer la game » qu'est lancée la campagne de la Journée de visibilité lesbienne du Réseau des lesbiennes du Québec, visant à promouvoir l'adoption de politiques d'inclusion et de lutte à la discrimination des personnes lesbo-queers dans le milieu des sports,.  Pour l'occasion, la porte-parole de l'événement est l'athlète olympique en skateboard Annie Guglia,,. 
L'événement sera célébré au 8 Queen, aux côtés d'associations sportives inclusives. Les récipiendaires des prix de la Journée de visiblité lesbienne 2025 sont Charline Labonté (Hommage) et Jani Barré (Militantisme). 

## Ailleurs dans le monde
La Journée internationale de visibilité lesbienne est fêtée le 26 avril, dans plusieurs pays des Amériques et d'Europe,, certains pays la fête sous la mouture d'une Semaine de la visibilité lesbienne du 25 avril au 1er mai,,.
Dans la plupart des pays qui la célèbrent le 26 avril, dont les États-Unis, le Mexique, la Colombie, l'Espagne, l'Équateur, le Venezuela, le Pérou, l'Italie,, le Royaume-Uni et la France la Journée est fêtée depuis 2008, alors qu'à Montréal, elle est fêtée depuis 1982,.
Au Chili, la Journée est fêté depuis 2015, le 9 juillet, en commémoration du meurtre de Mónica Briones Puccio en 1984,, documenté comme étant le premier crime lesbophobe du pays,, mais aussi en clin d'œil à la fondation de la première organisation lesbienne du pays en 1983, la Colectiva Lésbica Ayuquelén,.
En Argentine, la Journée est fêtée depuis 2011, le 7 mars, en commémoration de Natalia Pepa Gaitán,,,, aussi assassinée parce qu'elle était lesbienne.
Au Brésil, la Journée est fêté le 9 août depuis 1996 en raison de la constitution du Premier Séminaire des Lesbiennes et Bisexuelles à Rio de Janeiro, alors qu'au Paraguay, la Journée est fêtée le 16 septembre depuis 1993,.